# Joseph Maddern
Joseph Maddern (...) è un regista statunitense.

## Filmografia
- Charlot pazzo per amore (1914, diretto insieme a Charlie Chaplin)
- The Morning Papers (1914)
- Down on the Farm (1914)
- Acres of Alfalfa (1914, diretto insieme a Rube Miller)
- Our Largest Birds (1914)
- Love's Young Dream (1924)